# Nicola De Rinaldo
Nicola De Rinaldo (Napoli, 24 gennaio 1942) è un regista e sceneggiatore italiano.

## Biografia
Regista napoletano classe 1942, alla fine degli anni '60 fonda a Napoli, insieme ad altri giovani registi la Cooperativa Cinema Indipendente, nel 1973 dirige il cortometraggio Il continente nero attende ancora,  collabora come aiuto regista nel film La vacanza di Tinto Brass,  lavora in seguito come documentarista, soprattutto per la televisione, realizzando inchieste e film di montaggio per la Rai.
 Nel 1985 dirige il suo primo film, L'amara scienza.

## Filmografia

### Cinema
- L'amara scienza (1985)
- Il manoscritto di Van Hecken (1999)
- La vita degli altri (2002)

### Cortometraggi
Il continente nero attende ancora (1973)

### Documentari
- Storie di vita: un paese e i suoi emigrati
- Obiettivo sud
- L'Italia che tiene
- Musica d'insieme
- Frammenti degli anni trenta
- Il caso Alfa Sud
- Mostra del Novecento